# Hymenophyllum howense
Hymenophyllum howense là một loài dương xỉ trong họ Hymenophyllaceae. Loài này được Brownlie mô tả khoa học đầu tiên năm 1960.
Danh pháp khoa học của loài này chưa được làm sáng tỏ. 